# Дог-Гед 218
Дог-Гед 218 (англ. Dog Head 218) — індіанська резервація в Канаді, у провінції Альберта, у межах спеціалізованого муніципалітету Вуд-Баффало.

## Населення
За даними перепису 2016 року, індіанська резервація нараховувала 99 осіб, показавши скорочення на 10,8%, порівняно з 2011-м роком. Середня густина населення становила 166,9 осіб/км².
З офіційних мов обидвома одночасно не володів жоден з жителів, тільки англійською — 100. Усього 45 осіб вважали рідною мовою не одну з офіційних, з них усі — одну з корінних мов.
Працездатне населення становило 40% усього населення, рівень безробіття — 33,3%.

## Клімат
Середня річна температура становить -1,6°C, середня максимальна – 20,7°C, а середня мінімальна – -29,4°C. Середня річна кількість опадів – 383 мм.
| Клімат поселення                              | Клімат поселення | Клімат поселення | Клімат поселення | Клімат поселення | Клімат поселення | Клімат поселення | Клімат поселення | Клімат поселення | Клімат поселення | Клімат поселення | Клімат поселення | Клімат поселення | Клімат поселення |
| Показник                                      | Січ.             | Лют.             | Бер.             | Квіт.            | Трав.            | Черв.            | Лип.             | Серп.            | Вер.             | Жовт.            | Лист.            | Груд.            |                  |
| Середній максимум, °C                         | −16,5            | −12,34           | −4,97            | 6,68             | 14,91            | 20,73            | 20,70            | 18,91            | 12,63            | 5,08             | −6,77            | −15,84           |                  |
| Середня температура, °C                       | −22,99           | −18,82           | −11,44           | 0,23             | 8,45             | 14,28            | 16,70            | 14,90            | 8,64             | 1,08             | −10,76           | −19,8            |                  |
| Середній мінімум, °C                          | −29,44           | −25,28           | −17,89           | −6,22            | 1,98             | 7,82             | 12,72            | 10,92            | 4,65             | −2,9             | −14,74           | −23,8            |                  |
| Норма опадів, мм                              | 20               | 16               | 17               | 20               | 28               | 46               | 65               | 50               | 42               | 33               | 25               | 21               |                  |
| Середньомісячна швидкість вітру, м/с          | 2.40             | 2.50             | 2.90             | 3.18             | 3.30             | 3.00             | 2.80             | 2.70             | 2.90             | 2.92             | 2.70             | 2.40             |                  |
| Середньомісячна сонячна радіація, кДж/м²·день | 1843             | 4877             | 10816            | 16974            | 20922            | 22290            | 20804            | 16271            | 10197            | 5050             | 2098             | 1156             |                  |
| --------------------------------------------- | ---------------- | ---------------- | ---------------- | ---------------- | ---------------- | ---------------- | ---------------- | ---------------- | ---------------- | ---------------- | ---------------- | ---------------- | ---------------- |
| Джерело:                                      |                  |                  |                  |                  |                  |                  |                  |                  |                  |                  |                  |                  |                  |